# Perry Nesselaar
Perry Nesselaar (Arnhem, 4 september 1983) is een Nederlands voetballer die als verdediger speelt.
Hij doorliep de jeugdopleiding van SBV Vitesse en ging in 2004 van het tweede van Vitesse naar AGOVV Apeldoorn waar hij debuteerde in de Eerste divisie. Hij kwam tot twee wedstrijden en ging verder in het amateurvoetbal. 